# Кристина Горанчева
Кристина Петрова Горанчева е българска оперна певица, колоратурно сопрано.

## Биография
Кристина Горанчева е дъщеря на оперната певица Екатерина Апостолова и инженера Петър Горанчев. Завършва пеене в Музикалната академия.
Още като студентка участва в международни конкурси. Носителка е на четири международни награди от едни от най-престижните оперни конкурси – в Тулуза, Вервие, Париж и Рио де Жанейро. Победата в Бразилия ѝ носи стипендия за специализация в Театро Масимо в Палермо (Италия).
Кристина Горанчева е измежду малкото българки, играли в „Ла Скала“. Под режисурата на Юрий Любимов и диригентството на Клаудио Абадо през сезон 1974/1975 и 1977/1978 тя пее на сцената на Миланския театър в творбата „Под палещото слънце на любовта“ (Al gran sole carico d'amore) на Луиджи Ноно. Пяла е с дългосрочни договори и гастроли на оперните и концертни сцени в почти цяла Европа. В България е участвала в спектакли на Софийската, Варненската и Русенската опера. Била е солистка на всички големи български симфонични оркестри. Сред многобройните ѝ роли са Розина в „Севилският бръснар“ от Росини, Корила във „Вива ла мама“ от Доницети, Антонида в „Иван Сусанин“ от Глинка. През 1979 в Нюрнберг участва в премиерата на операта „Tempus Dei“ на германския композитор Вернер Якоб, където изпълнява ролята на Ева.
През последните години от живота си Кристина Горанчева е координатор на организираната от сдружение „Нова палитра“ в София пролетна лектория „Единство на времената“, в която участват множество видни български интелектуалци, сред които Карандаш, Вера Ганчева, Мони Алмалех, Цветан Теофанов, Орлин Стефанов, Ерика Лазарова, Нина Димитрова.
Почива на 66-годишна възраст на 13 юни 2013 година. 